# Nyża za Załomem
Nyża za Załomem – jaskinia, a właściwie schronisko, w Dolinie Kościeliskiej w Tatrach Zachodnich. Wejście do niej znajduje się w Zbójnickiej Turni, 30 metrów od  otworu Jaskini pod Niżnią Zbójnicką Turnią, na wysokości 1127 metrów n.p.m. Jaskinia jest pozioma, a jej długość wynosi 5 metrów.

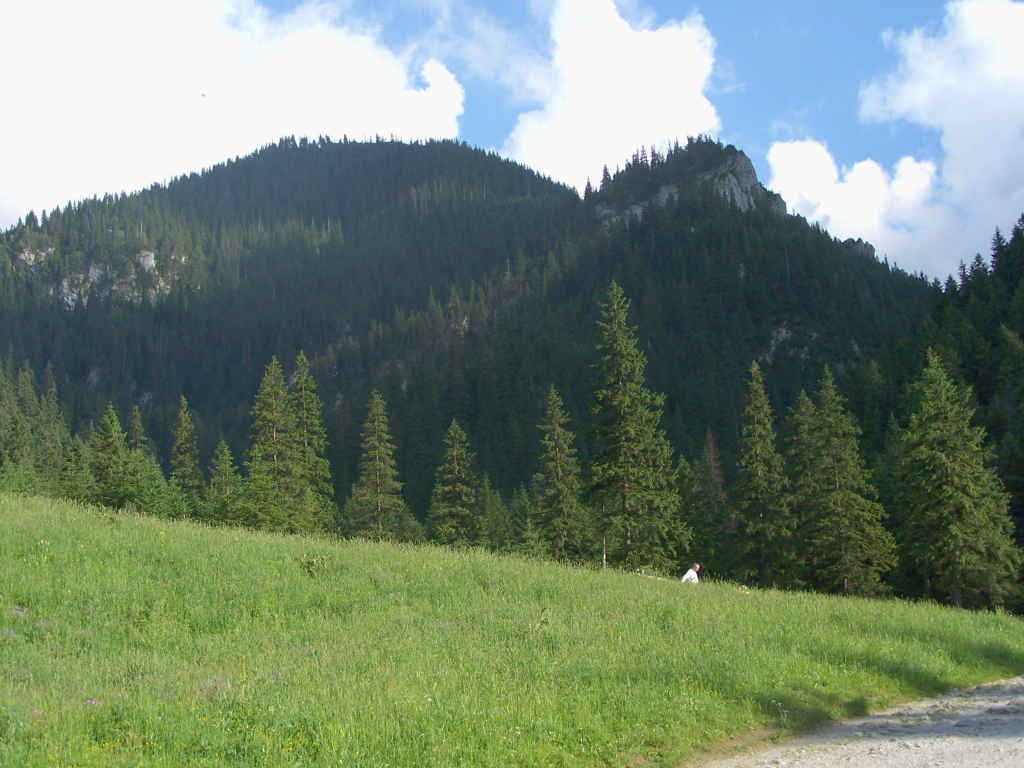
Zbójnicka Turnia w Dolinie Kościeliskiej

## Opis jaskini
Jaskinię stanowi nieduża sala, do której prowadzi mały, trójkątny otwór wejściowy. Odchodzą od nie dwie krótkie szczeliny.

## Przyroda
W jaskini można spotkać nacieki grzybkowe. Ściany są suche, rosną na nich mchy i porosty.

## Historia odkryć
Brak jest danych o odkrywcach jaskini. Jej pierwszy plan i opis sporządziła I. Luty, przy pomocy D. Rackiego w 1993 roku.